# St. Thomas University
Die St. Thomas University (STU) ist eine römisch-katholische Privatuniversität in Miami Gardens, einem Vorort von Miami im US-Bundesstaat Florida.

## Geschichte
Die Wurzeln der Universität liegen an der 1946 von Augustinern gegründeten Universidad Católica de Santo Tomás de Villanueva in Havanna, Kuba. Nach Ausweisung des Augustinerordens von Kuba durch Fidel Castro erfolgte 1961 durch Fakultätsmitglieder die Gründung des Biscayne College in Miami. 1968 erfolgte die Akkreditierung durch die Southern Association of Colleges and Schools (SACS); 1984 erfolgte die Anerkennung als Universität und Umfirmierung zur heutigen St. Thomas University. Träger der Hochschule ist das Erzbistum Miami.

## Hochschule
Die Hochschule bietet Bachelor- und Masterprogramme sowie PhD-Programme an den Fakultäten/Schulen:
- Biscayne College
- St. Thomas University School of Business
- St. Thomas University School of Law
- St. Thomas University School of Leadership Studies
- St. Thomas University School of Science, Technology and Engineering Management
- St. Thomas University School of Theology and Ministry

## Zahlen zu den Studierenden, den Dozenten und zum Vermögen
Im Herbst 2020 waren 5.601 Studierende an der STU eingeschrieben. Davon strebten 3.670 (65,5 %) ihren ersten Studienabschluss an, sie waren also undergraduates. Von diesen waren 53 % weiblich und 47 % männlich; 1 % bezeichneten sich als asiatisch, 18 % als schwarz/afroamerikanisch, 51 % als Hispanic/Latino und 14 % als weiß. 1.931 (34,5 %) arbeiteten auf einen weiteren Abschluss hin, sie waren graduates. Es lehrten 671 Dozenten an der Universität, davon 78 in Vollzeit und 593 in Teilzeit.
2011 waren 4140 Studierende eingeschrieben gewesen.
Der Wert des Stiftungsvermögens der Universität lag 2021 bei etwa 40,0 Mio. US-Dollar und damit 28,1 % höher als im Jahr 2020, in dem es 31,3 Mio. US-Dollar betragen hatte. 2011 hatte das Vermögen einen Wert von 23,4 Mio. US-Dollar gehabt.

## Persönlichkeiten
- Kenny Anderson (* 1970), Basketballspieler, nach seiner Karriere als aktiver Spieler Abschluss an der STU 2010
- Enrique Delgado (* 1955), seit 2017 Weihbischof in Miami
- Mike Fitzpatrick (1963–2020), Politiker, Bachelorabschluss an der STU 1985
- Laurent Lamothe (* 1972), haitianischer Politiker, 2012 bis 2014 Premierminister von Haiti, Masterabschluss an der STU 1998
- William Levy (* 1980), kubanischer Schauspieler, studierte zwei Jahre an de STU